# 儒理尼師今
儒理尼師今（じゅり にしきん、生年不詳 - 57年10月）は、新羅の第3代の王（在位:24年 - 57年）であり、姓は朴。先代の南解次次雄の長男。王妃は日知葛文王の娘（『三国史記』新羅本紀・儒理尼師今紀の分注には王妃の姓を朴、許婁葛文王の娘とする）。『三国遺事』では王名を弩禮尼叱今（どれい にしきん、노례 이사금）とする。

## 即位まで
紀元24年9月以降に南解次次雄が死去したとき儒理は太子の位にあったが、妹婿であり大輔の位にあった昔脱解（後の脱解尼師今）が徳望を備えていたので脱解に王位を譲ろうとした。脱解は「聖人は歯が多いと聞きます。あなたと私とで餅を噛んでみて、歯の数を調べてみましょう。」と答え、儒理のほうが歯が多かったので国人は儒理を王に立て、尼師今と号した。

## 治世
28年11月、役人に命じて国内の寡婦･寡夫・独り身の者･老人などに食料を与えて養ったため、隣国から新羅に移入するものが多かった。
32年、元の六村（六部）の名を改めて、それぞれに姓を与えるとともに、17等の官位を整備したとされる。
36年、楽浪の兵が北辺に攻め入り、朶山城（京畿道安城市二竹面）が奪われた。翌37年に高句麗の大武神王が楽浪を攻め滅ぼすと、楽浪の民5千人が新羅に流入した。これらの民は六部に分けられて住まわされた。
40年9月、先に楽浪から独立していた濊の治める華麗県・不耐県が新羅の北辺に攻めてきたが、貊国が出兵してこれら二県の兵を打ち負かした。儒理尼師今はこのことを喜んで、貊国と好を通じることとした。42年8月には貊国の首長が禽獣を献上してきた。『三国遺事』によれば、この年に伊西国を討滅し、高句麗から侵攻されたとする。
57年9月に在位34年にして病に倒れ、脱解を王位につけるように訓示を残して10月に死去した。父南解次次雄と同じように、始祖赫居世の陵である虵陵（現在地未詳）の域内に葬られた。

## 王号について
『三国史記』新羅本紀・儒理尼師今紀及び『三国遺事』紀異・第二南解王条では金大問（8世紀の新羅の学者）の解説として、「尼師今（尼叱今）」とは歯の筋が整っているさまを言う。（尼師今方言也。謂歯理。）また、南解次次雄が亡くなるときに息子の儒理と娘婿の脱解とを呼び寄せ、「私の死後は朴氏と昔氏とで年長者が王となりなさい」と言ったこと、後に金氏が加わって朴・昔・金の三姓の間で年長者（「歯長者」と表記される）が王位を継ぐようになったので、「歯」を表す「尼師今」が王の称号に用いられたとする。

## 歌楽として伝えるもの
国内に慰撫の施しをしたとき、このことに悦んだ国民が兜率歌（とそつか）を作ったといい、これが新羅での初の歌楽とされる。また、六部の改組を行った後に、六部を二つに分けてそれぞれに王女を配して二組に別け、7月16日から8月15日までの間、二組が互いに麻を紡ぎ、どちらがたくさん作れるかの競争をさせたという。負けたほうが勝ったほうに食べ物を捧げ、皆で歌ったり舞ったりする「嘉俳」という祭りとなった。負けたほうが感嘆して発する「会蘇」という声色が哀れながらも趣のあるものだったので、この声色に因んだ会蘇曲（かいそきょく）という歌が作られた。